# Bubbly
Bubbly (in italiano spumeggiante) è il singolo di debutto della cantante statunitense Colbie Caillat, pubblicato il 15 maggio 2007 come primo estratto dall'album di debutto Coco.
La canzone è stata scritta da Colbie Caillat e Jason Reeves ed è stata prodotta da Ken Caillat; il singolo è stato pubblicato ufficialmente il 15 maggio 2007 negli Stati Uniti e l'11 giugno dello stesso anno in Europa, Australia e Nuova Zelanda. Nel Regno Unito fu invece pubblicato il 15 settembre 2008. Bubbly fu il singolo che portò la cantante al grande successo. La canzone e il video furono inseriti anche nel videogioco per PlayStation 2 intitolato SingStar Pop Vol 2, pubblicato nel dicembre 2008.

## Tracce
1. Bubbly – 3:16
2. Circles – 3:54
3. Magic (Piano Version) – 3:17
4. Bubbly (Acoustic Version) – 3:35

## Classifiche
| Classifica (2007/2008) | Posizione massima |
| ---------------------- | ----------------- |
| Australia              | 1                 |
| Austria                | 6                 |
| Belgio (Fiandre)       | 2                 |
| Belgio (Vallonia)      | 9                 |
| Canada                 | 2                 |
| Danimarca              | 6                 |
| Paesi Bassi            | 5                 |
| Europa                 | 32                |
| Francia                | 6                 |
| Germania               | 10                |
| Irlanda                | 48                |
| Norvegia               | 2                 |
| Nuova Zelanda          | 6                 |
| Repubblica Ceca        | 1                 |
| Slovacchia             | 6                 |
| Svezia                 | 6                 |
| Regno Unito            | 58                |
| Svizzera               | 11                |
| U.S. Billboard Hot 100 | 5                 |
| U.S. Billboard Pop 100 | 2                 |